# Distretto di Lukulu
Il distretto di Lukulu è un distretto dello Zambia, parte della Provincia Occidentale.
Il distretto comprende 22 ward:
- Chin'onwe
- Dongwe
- Kakwacha
- Kamilende
- Kang'oti
- Kashamba
- Kashizhi
- Kawaya
- Likapai
- Luanchuma
- Lukau
- Lupui
- Lutembwe
- Mataba
- Mbanga
- Mitete
- Muyondoti
- Mwandi
- Mwito
- Namayula
- Nyaala
- Simakumba